# Renrua
Renrua is een bestuurslaag in het regentschap Belu van de provincie Oost-Nusa Tenggara, Indonesië. Renrua telt 1337 inwoners (volkstelling 2010).